# أليكس ميرفي
أليكس ميرفي (بالفنلندية: Alex Murphy) (و. 1993  م) هو لاعب كرة السلة، من فنلندا، ولد في ويكفيلد، يلعب كلاعب هجوم صغير الجسم.

## التعليم
تعلم في جامعة فلوريدا.

## روابط خارجية
- أليكس ميرفي على موقع الاتحاد الدولي لكرة السلة (الإنجليزية)
- أليكس ميرفي على موقع دوري كرة السلة الياباني للمحترفين (اليابانية)
- أليكس ميرفي على موقع كرة السلة الأوروبية.كوم (الإنجليزية)
- أليكس ميرفي على موقع كلية كرة السلة في سبورتس رفرنس.كوم (الإنجليزية)
- أليكس ميرفي على موقع ريلجم (الإنجليزية)
- أليكس ميرفي على موقع بروبوليرز (الإنجليزية)
- أليكس ميرفي على موقع سبورتس رفرنس (الإنجليزية)